# Каланхое приземистое
Каланхое приземистое (лат. Kalanchoe humilis) — вид низкорослых розеточных суккулентных растений рода Каланхое (Kalanchoe) семейства Толстянковые (Crassulaceae) произрастающий в Юго-Восточной Африке.

## Название
Родовое научное латинское название Kalanchoe является французской фонетической транскрипцией китайского Kalan Chauhuy – «то, которое падает и растет», в виду того что у некоторых видов дочерние растения образуются прямо на листьях, затем падают и прорастают.
Латинский видовой эпитет humilis происходит от латинского и обозначает — низкий, невысокий; приземистый.

## Описание
Низкорослый многолетний суккулент с декоративными листьями с ярко выраженными бордовыми полосами. Образует небольшой кустарник 30–90 см высотой (вместе с соцветием). Розетки открытые со скученными на верхушках стебля листьями; нижние листья раскидистые, верхние полустоячие. Стебель 2–10 см длиной (до 20 см в культуре), отходящий от деревянистого основания толщиной до 1 см, фиолетовый или слегка сизый. Листья почти сидячие, около 3–13 см в длину и 2–6 см в ширину, обратно-яйцевидные, голые, серо-зеленые с легким сизоватым налетом с обеих сторон, сильно размеченные бордовыми пятнами и полосами, мясистые, жёсткие.
Соцветие — прямостоячая, разветвленная метёлка высотой 12–38 см от центра розетки, обильная, с изгибающейся осью, с сизым налетом. Цветки маленькие, прямостоячие или горизонтальные, от тускло-лиловых до зелёных.

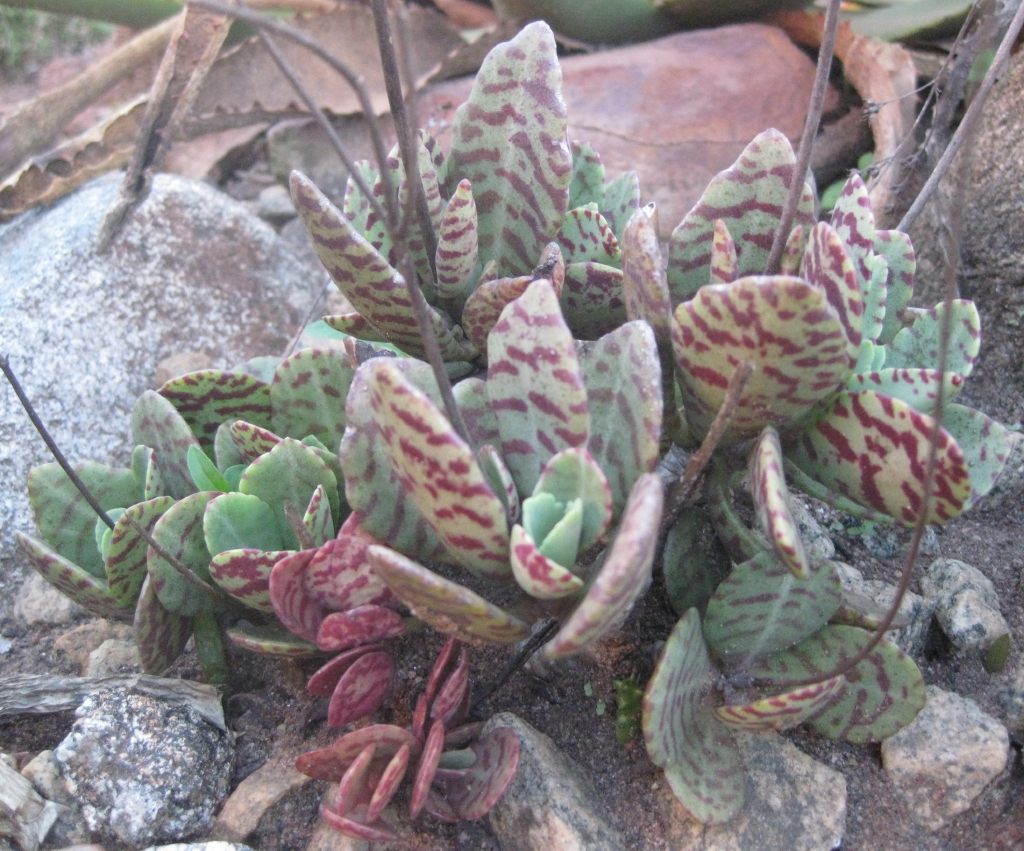
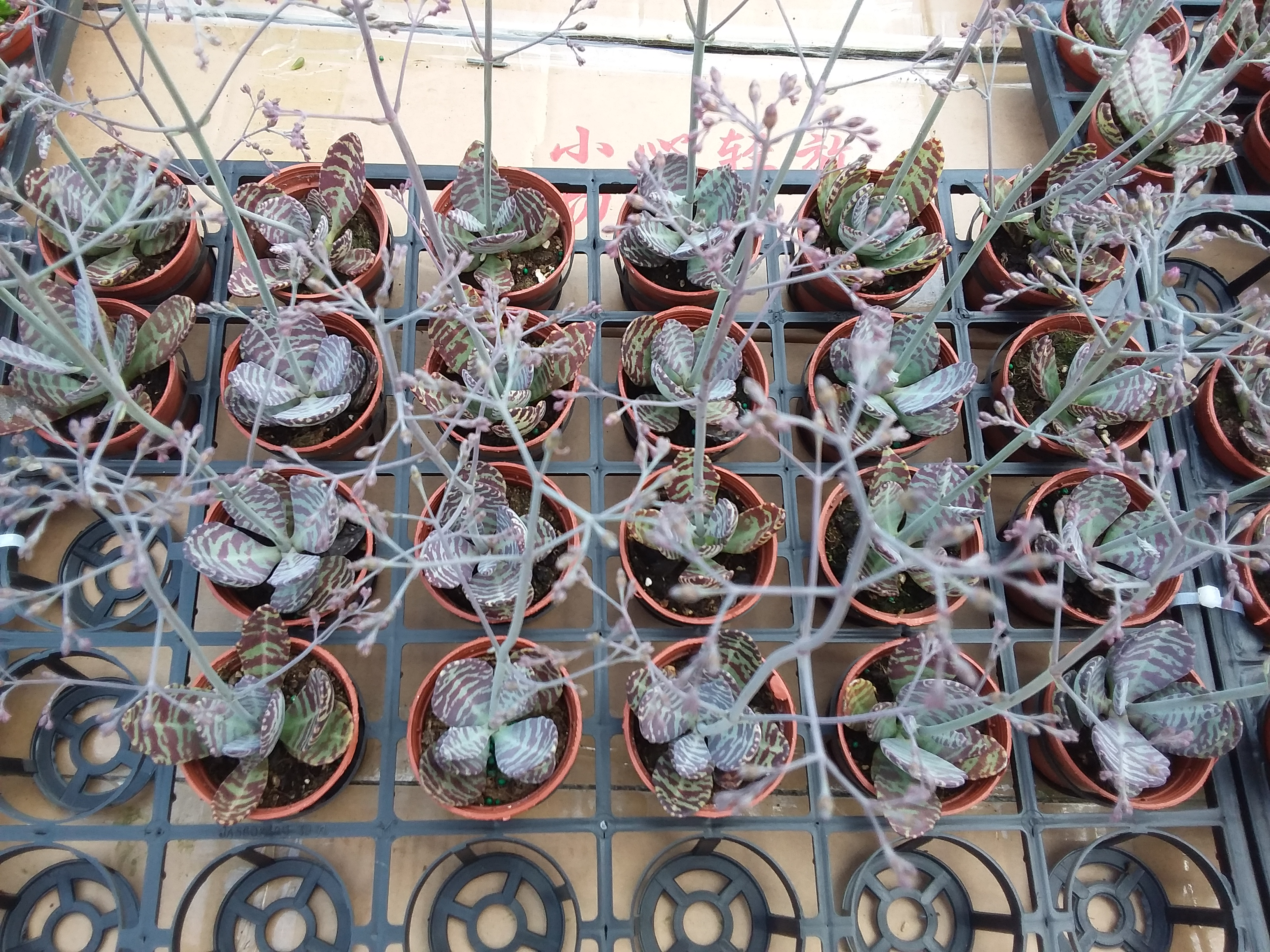

## Распространение
Произрастает в Малавии, Мозамбике и Танзании. Встречается на высоте 800-1400 м над уровнем моря. Растет среди скал и в расщелинах.

## Таксономия
Kalanchoe humilis Britten, первое упоминание в D.Oliver & auct. suc. (eds.), Fl. Trop. Afr. 2: 397 (1871).